# Aviazione dell’Esercito
Die Aviazione dell’Esercito (AVES) ist die Heeresfliegertruppe des italienischen Heeres. Die fliegenden Verbände und Einheiten der AVES sind vorwiegend mit Militärhubschraubern ausgerüstet, die luftbewegliche Operationen ermöglichen und ansonsten verschiedene Unterstützungsaufgaben übernehmen.

## Geschichte
Die Luftstreitkräfte von Heer und Marine wurden ab 1923 größtenteils von der neu aufgestellten italienischen Luftwaffe (Regia Aeronautica) übernommen, die Anspruch auf alle fliegenden Militäreinheiten erhob. Heer und Marine durften bis 1931 noch in sehr begrenztem Maß eigene spezialisierte Fliegertruppen unterhalten, dann wurden sie Luftwaffengeneralen unterstellt und ab 1937 ganz in die Regia Aeronautica integriert. Die fliegenden Verbände und Einheiten zur direkten Unterstützung von Heer und Marine bildeten eigene „Hilfsfliegertruppen“ (Aviazione Ausiliaria per l’Esercito/per la Marina), die integraler Bestandteil der Luftwaffe waren, operativ jedoch Kommandos der beiden anderen Teilstreitkräfte zugeteilt wurden. Dieses Konzept bewährte sich im Zweiten Weltkrieg nicht.
Der Aufbau der noch heute bestehenden Heeresfliegertruppe begann an der Artillerieschule in Bracciano. Dort stellte man am 10. Mai 1951 auf dem neu eingerichteten Flugfeld Bracciano-Monte dell’Oro mit Propellerflugzeugen eine erste fliegende Einheit auf, die der Artillerie für Beobachtung und Feuerleitung diente und daneben auch Verbindungs- und Transportaufgaben übernahm. Im folgenden Jahr wurde aus der Einheit ein fliegerisches Ausbildungszentrum, bei dem ab 1954 neue Heeresflieger-Einheiten zur Unterstützung verschiedener Großverbände aufgestellt wurden. Am 1. Juni 1957 zog das Ausbildungszentrum von Bracciano auf den nahen Militärflugplatz Viterbo, von wo aus man in den folgenden Jahren den Ausbau vorantrieb, nunmehr auch mit Hubschraubern. 1963 und 1976 unterzog man die Heeresflieger strukturellen Reformen, mit denen den drei Korps des Feldheeres in Norditalien jeweils ein gemischter Heeresflieger-Verband auf Regimentsebene unterstellt wurde. Ein weiterer Verband dieser Art blieb in Viterbo. Kleinere Verbände und Einheiten unterstanden in der Regel den Territorialkommandos in Mittel- und Süditalien.
Die Heeresflieger erhielten ab 1951 zunächst 302 Piper PA-18 (65 L-18C, dann 237 L-21A/B), es folgten 44 Cessna L-19. Auf der Grundlage der L-19 entstand in Italien die SIAI-Marchetti SM.1019, von der für das Heer 81 Exemplare beschafft wurden. Diese Propellerflugzeuge wurden in den 1990er Jahren ausgemustert.
Bei den Hubschraubern setzte das Heer lange Jahre auf Lizenzbauten der Firma Agusta. Das erste Muster war die Agusta-Bell AB 47, die von 1956 bis 1984 im Einsatz war. Ihr folgte als leichter Mehrzweckhubschrauber die AB 206, von der man ab 1969 insgesamt 150 Exemplare beschaffte. Ab 1977 kamen schrittweise 29 Agusta A109 dazu, die auch als Kampfhubschrauber eingesetzt wurden und Vorläufer der ab 1990 in Dienst gestellten 60 Kampfhubschrauber vom Typ Agusta A129 waren.
Als Mehrzweckhubschrauber nutzte man von 1961 bis 1995 insgesamt 48 AB 204, ab 1966 folgten 115 AB 205. Diese Hubschrauber ergänzte man ab 1983 durch 19 AB 212, die im Gegensatz zur AB 205 mit zwei Turbinen ausgestattet sind, sowie ab 1987 durch 24 AB 412 die neben den zwei Turbinen auch einen Vierblatt-Hauptrotor haben. Um die verbliebenen AB 205, 212 und 412 zu ersetzen, beteiligte sich Italien an dem internationalen Projekt NH90, von dem 60 Maschinen beschafft werden.
Ab 1973 stellten die Heeresflieger in Viterbo 40 schwere CH-47C Chinook in Dienst. Auch sie wurden in Italien in Lizenz gebaut, später zum Teil modernisiert, bis 2019 außer Dienst gestellt und von 16 CH-47F abgelöst.
Ende der 1980er Jahre waren die italienischen Heeresflieger folgendermaßen strukturiert:
| Übergeordnetes Kommando        | Heeresflieger-Verband/-Einheit | Militärflugplatz | Ausrüstung                                                                  |
| ------------------------------ | --- | --- | --------------------------------------------------------------------------- |
| Heeresgeneralstab, Rom         | 1º Raggruppamento Antares - 11º Gruppo Squadroni Ercole - 12º Gruppo Squadroni Gru - 51º Gruppo Squadroni Leone - Ausbildungszentrum                                                | Viterbo - Viterbo - Viterbo - Viterbo - Viterbo                                                                            | - 30 CH-47C - (gekadert) - 12 AB412 - verschiedene                          |
| III. Korps, Mailand            | 3º Raggruppamento Aldebaran - 23º Gruppo Squadroni Eridano - 46º Gruppo Squadroni Sagittario - 53º Gruppo Squadroni Cassiopea                                                       | Mailand-Bresso - Bresso (Vercelli) - Vercelli - Bresso (Padua)                                                             | - 18 AB206 - 6 AB206, 6 AB205 - 12 AB205                                    |
| IV. Korps, Bozen               | 4º Raggruppamento Altair - 24º Gruppo Squadroni Orione - 34º Gruppo Squadroni Toro - 44º Gruppo Squadroni Fenice - 54º Gruppo Squadroni Cefeo                                       | Bozen - Bozen - Venaria Reale (Pollein) - Belluno - Bozen                                                                  | - 6 AB206, 6 SM.1019 - 6 AB206, 6 AB205 - 6 AB206, 6 AB205 - 18 AB205       |
| V. Korps, Vittorio Veneto      | 5º Raggruppamento Rigel - 25º Gruppo Squadroni Cigno - 47º Gruppo Squadroni Levrieri - 48º Gruppo Squadroni Pavone - 49º Gruppo Squadroni Capricorno - 55º Gruppo Squadroni Dragone | Casarsa della Delizia - Casarsa della Delizia - Treviso - Campoformido - Casarsa della Delizia - Casarsa (Vittorio Veneto) | - 18 AB206 - 6 AB205, 6 A109 - 6 AB205, 6 A109 - 6 AB205, 6 A109 - 18 AB205 |
| Fallschirmjägerbrigade Folgore | 26º Gruppo Squadroni Giove | Pisa | 6 AB206, 6 AB205                                                            |
| Militärregion Toskana-Emilia   | 27º Gruppo Squadroni Mercurio | Florenz | 6 AB206, 6 SM.1019                                                          |
| Militärregion Zentrum          | 28º Gruppo Squadroni Tucano | Rom-Urbe | 6 AB206, 6 SM.1019                                                          |
| Militärregion Süd              | 20º Gruppo Squadroni Andromeda | Salerno-Pontecagnano | 6 AB206, 6 AB212, 6 SM.1019                                                 |
| Militärregion Sizilien         | 30º Gruppo Squadroni Pegaso | Catania-Fontanarossa | 6 AB206, 6 AB212, 6 SM.1019                                                 |
| Militärregion Sardinien        | 21º Gruppo Squadroni Orsa Maggiore | Cagliari-Elmas | 6 AB206, 6 AB205, 6 SM.1019                                                 |

Zu den oben genannten Verbänden kamen noch vier technische und logistische Unterstützungsregimenter: 1. Idra in Bracciano, 2. Orione in Bologna, 3. Aquila in Bergamo und 4. Scorpione in Viterbo. Zu den Spezialeinheiten zählten folgende separate Hubschraubereinheiten: 13º Gruppo Acquisizione Obiettivi Aquileia (Verona-Boscomantico) der 3. Raketenbrigade Aquileia und 39º Gruppo Squadroni Drago in Alghero auf Sardinien zur Unterstützung von Einheiten des Militärgeheimdienstes SISMI bei Capo Marrargiu.
Während des Kalten Krieges trugen die italienischen Heeresflieger die Bezeichnung „Leichte Heeresfliegertruppe“ oder Aviazone Leggera dell’Esercito, kurz ALE. Seinerzeit hießen die Verbände auf Regimentsebene noch Raggruppamento (dt. etwa „Gruppierung“ oder „Abteilungsverband“), die nachgeordneten Verbände auf Bataillonsebene werden Gruppo Squadroni (Abteilung) genannt, die Einheiten auf Kompanieebene Squadrone (Staffel). Zu beachten ist, dass ein Squadrone in der Regel sechs Luftfahrzeuge und damit Schwarmstärke hat und somit der eigentlich bataillonsäquivalente Gruppo Squadroni einer deutschen Staffel entspricht. Die Verbände und Einheiten der italienischen Heeresflieger tragen seit 1975 in der Regel die Namen von Sternbildern.

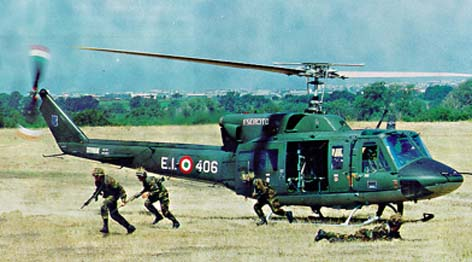
AB212 in alter Bemalung

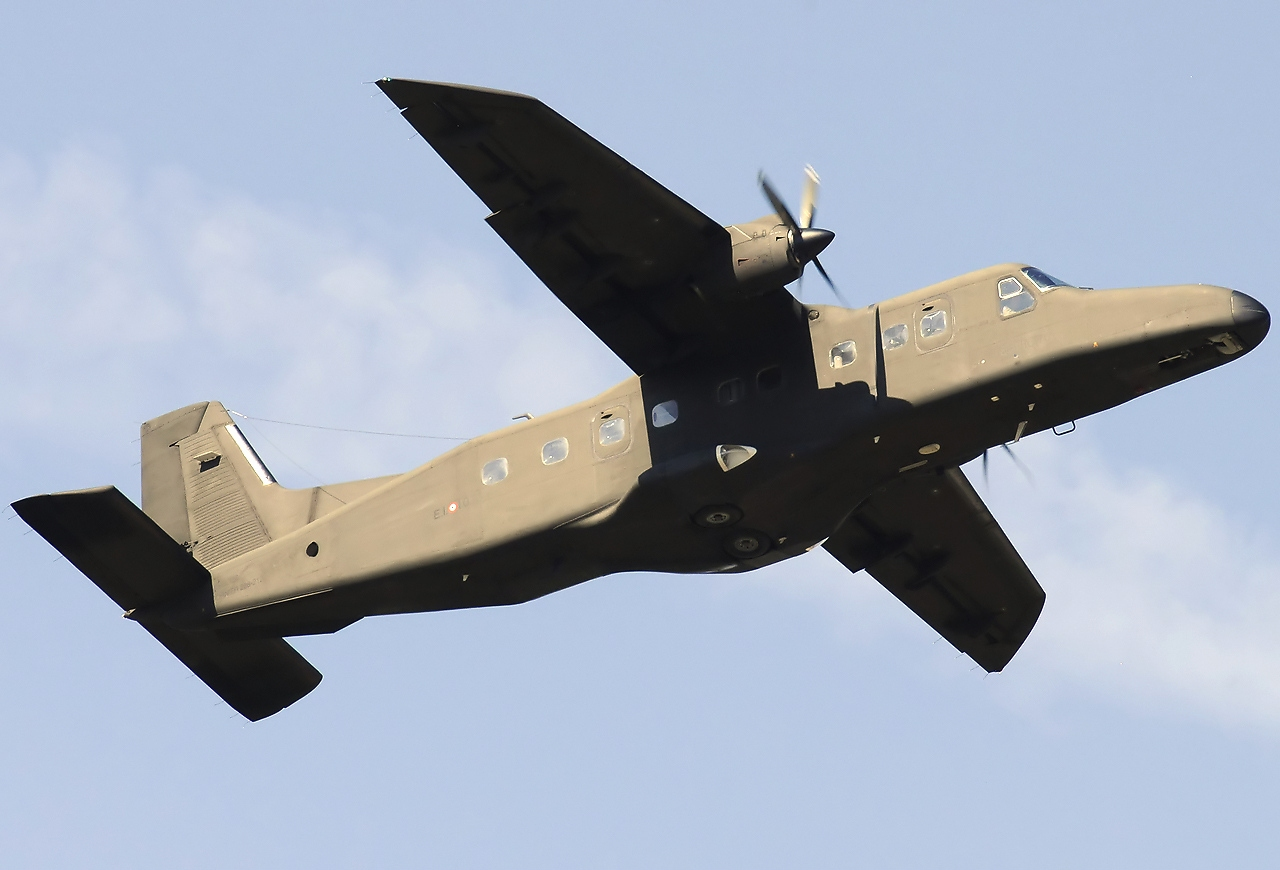
Eine Dornier Do-228 der italienischen Heeresflieger

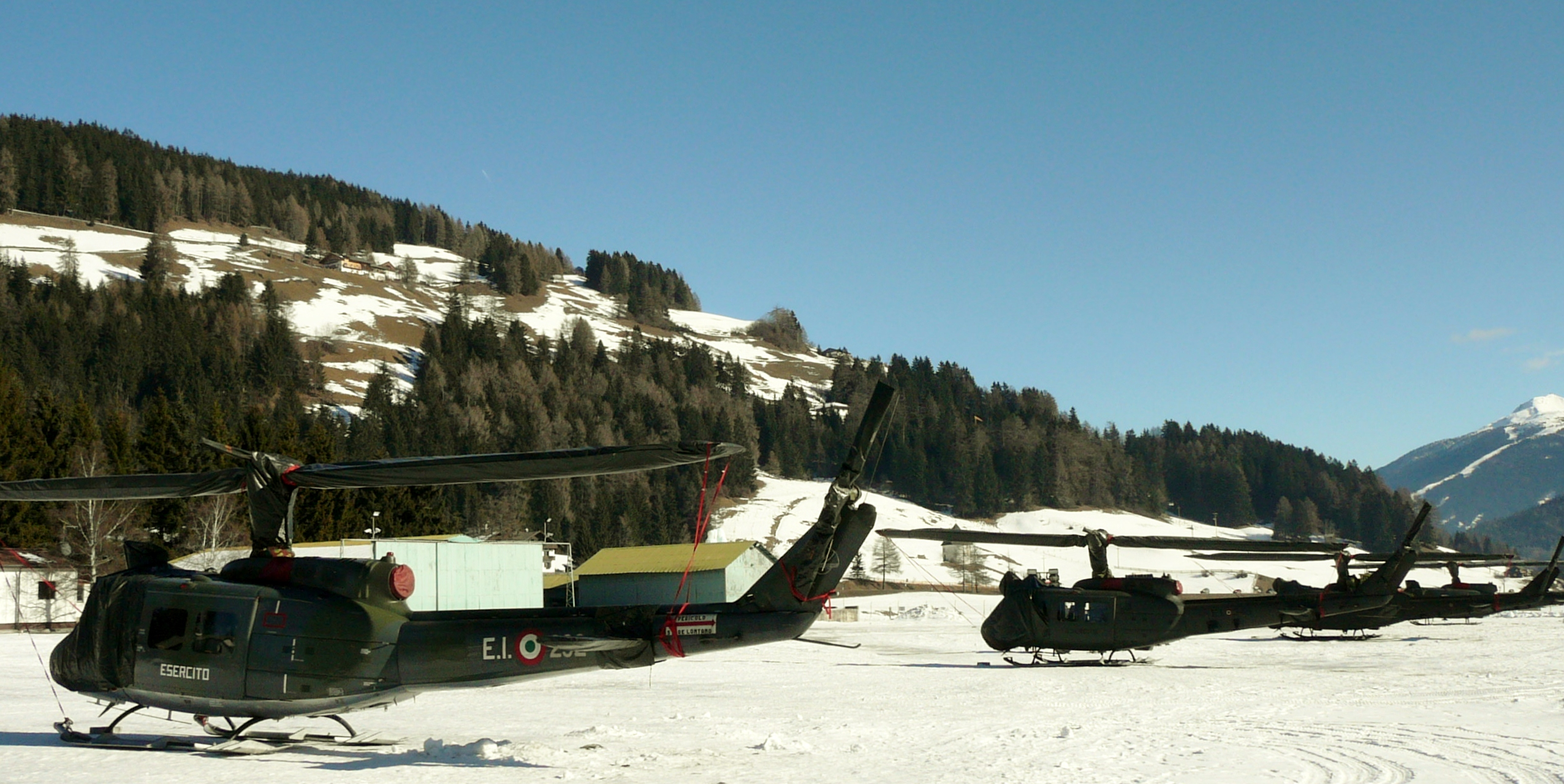
AB205 auf einem vorgeschobenen Stützpunkt bei Toblach

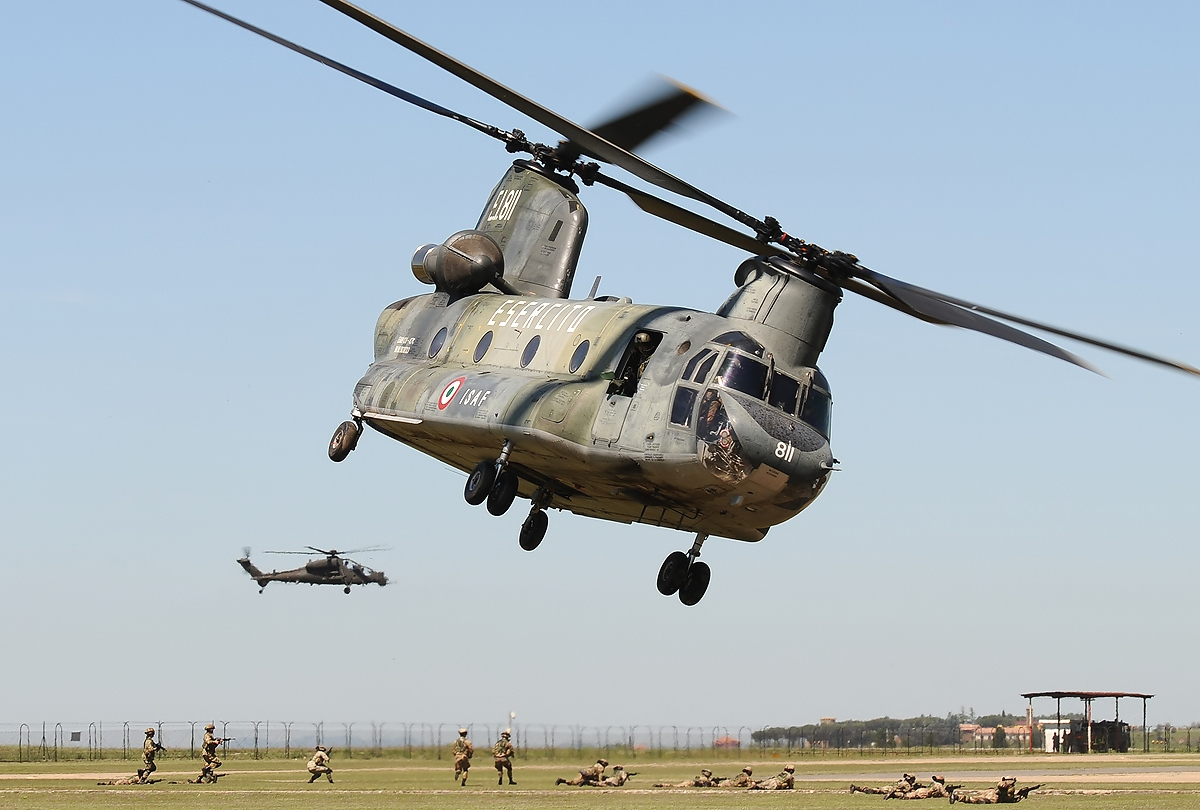
CH-47C+ des 1. AVES-Regiments in Viterbo

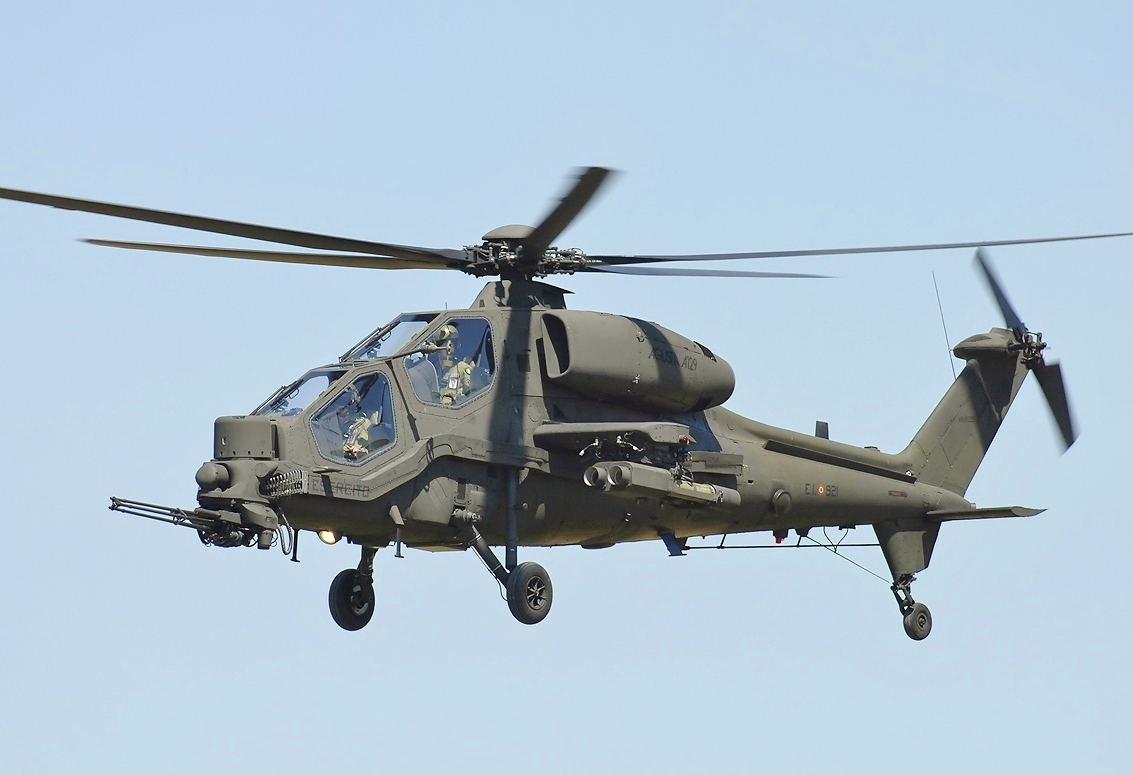
A129 in Kampfunterstützungs-Konfiguration

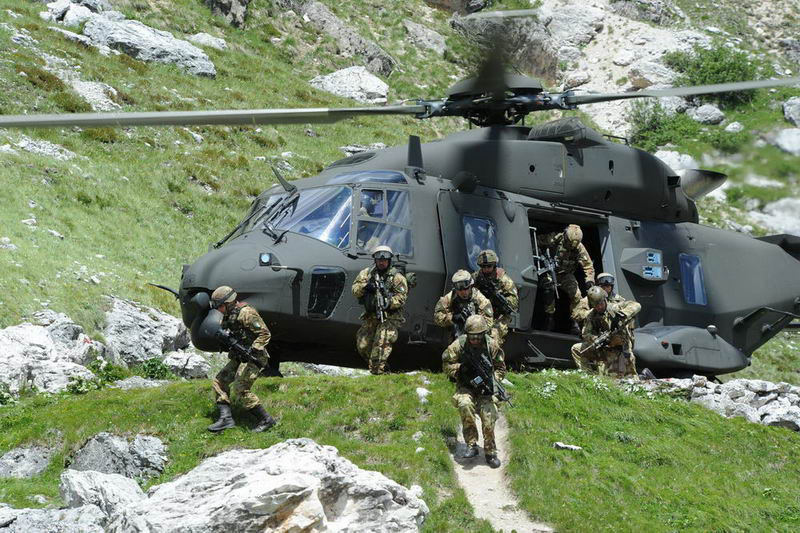
Neuer NH90 bei der Übung
Falzarego 2011

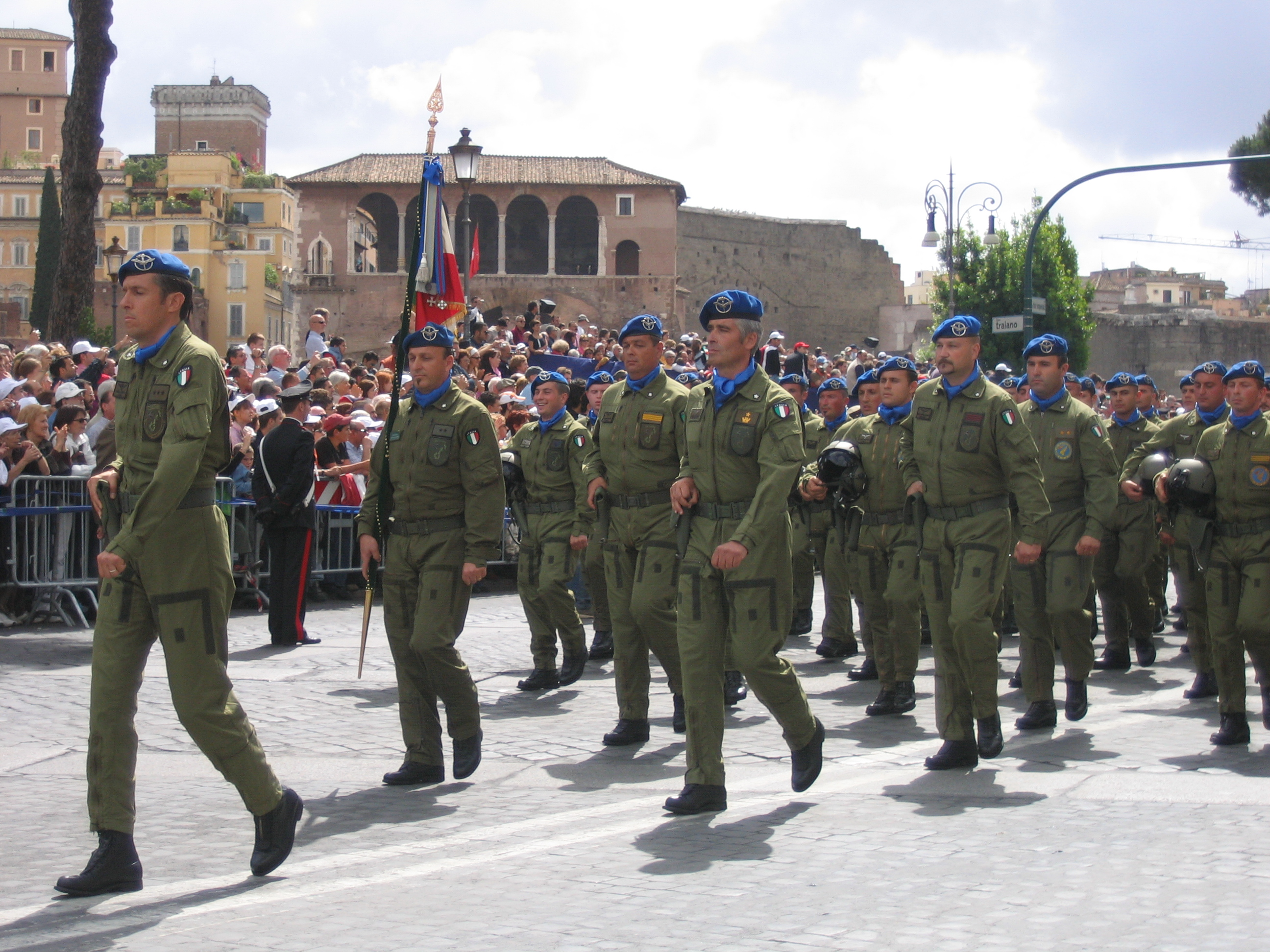
Soldaten der Heeresflieger bei einer Parade in Rom

Die Heeresreformen der 1990er Jahre brachten etliche Veränderungen bei den Heeresfliegern. Zunächst wurden sie 1993 auch sprachlich aufgewertet, da das Attribut „Leichte“ (Heeresfliegertruppe) entfiel und man den neuen Namen Aviazione dell’Esercito erhielt, wobei die Abkürzung AVES passenderweise auf Lateinisch „Vögel“ bedeutet. Im Zug weiterer Reformen schlug man die Heeresflieger 1999 unter der neuen Bezeichnung Cavalleria dell’Aria („Luftkavallerie“) der Truppengattung Kavallerie zu, was man militärhistorisch für sinnvoll hielt, sich aber als wenig zweckmäßig erwies und 2003 wieder rückgängig gemacht wurde. Auch die Raggruppamenti erhielten die Bezeichnung „Regiment“. Das 3. Regiment in Mailand wurde wegen der Heeresverkleinerungen 1996 aufgelöst, dafür aber in Lamezia Terme in Kalabrien das 2. AVES-Regiment Sirio aufgestellt, das die Führung aller Heeresfliegereinheiten in Süditalien übernahm. Gleichzeitig entstand in Rimini das neue 7. AVES-Regiment Vega, das nach dem 5. Regiment in Casarsa ebenfalls die A129 erhielt. Diese beiden Regimenter kamen 2001 zur neuen Luftbeweglichen Brigade Friuli, der 2023 alle fliegenden Heeresflieger-Verbände unterstellt wurden.
Die italienischen Heeresflieger haben im Lauf der Zeit an etlichen Auslandseinsätzen teilgenommen, vor allem im Libanon (seit 1978, UNIFIL), in Somalia, in Mosambik, im ehemaligen Jugoslawien, im Irak und in Afghanistan.

## Organisation
- Heeresgeneralstab (Rom)

- Kommando Landstreitkräfte (Rom)

-  Heeresfliegerkommando (Viterbo)

-  Heeresflieger-Ausbildungszentrum (Viterbo)

- 1º Gruppo Squadroni Auriga (Viterbo) (verschiedene Hubschrauber-Typen)
- Unterstützungseinheit

-  Luftbewegliche Brigade Friuli (Bologna)

-  1. AVES-Regiment Antares (Viterbo)

- 11º Gruppo Squadroni Ercole (Viterbo) (CH-47F)
- 28º Gruppo Squadroni Tucano (Viterbo, Pratica di Mare) (Do-228, P.180)
- 51º Gruppo Squadroni Leone (Viterbo) (NH90)

-  2. AVES-Regiment Sirio (Lamezia Terme)

- 21º Distaccamento permanente Orsa Maggiore (Cagliari-Elmas) (AB412)
- 30º Gruppo Squadroni Pegaso (Lamezia) (AW169, AB412, AB212)

-  3. AVES-Regiment Aldebaran (REOS) (Viterbo)

- 26º Gruppo Squadroni Giove (Viterbo) (CH-47F, AB412, NH90)

-  4. AVES-Regiment Altair (Bozen)

- 34º Distaccamento permanente Toro (Venaria Reale) (AB205)
- 54º Gruppo Squadroni Cefeo (Bozen) (AB205)

-  5. AVES-Regiment Rigel (Casarsa della Delizia)

- 27º Gruppo Squadroni Mercurio (Casarsa) (NH90)
- 49º Gruppo Squadroni Capricornio (Casarsa) (A129)

-  7. AVES-Regiment Vega (Rimini-Miramare)

- 25º Gruppo Squadroni Cigno (Rimini) (NH90)
- 48º Gruppo Squadroni Pavone (Rimini) (A129)

-  Heeresflieger-Unterstützungsbrigade (Viterbo) (Logistik, Luftfahrzeug-Instandhaltung; jeweils mit eigener kleiner fliegender Einheit)

-  1. AVES-Unterstützungsregiment Idra (für ältere Modelle, Bracciano)
-  2. AVES-Unterstützungsregiment Orione (für NH90, Bologna)
-  3. AVES-Unterstützungsregiment Aquila (für A129, Bergamo)
-  4. AVES-Unterstützungsabteilung Scorpione (für CH-47F, Viterbo)

Wegen der laufenden Ausmusterung älterer Hubschrauber (AB206, AB205, AB212, AB412, CH-47C) und der Einführung neuer Modelle (AW169, NH90, ICH-47F) wird hier auf genauere Angaben zu den Hubschraubern der einzelnen Einheiten verzichtet (Stand 2023).

## Aktuelle Ausrüstung
- Siehe Liste der aktiven Luftfahrzeuge der italienischen Heeresflieger

## Uniformen
Die Soldaten der Heeresfliegertruppe sind an blauen Baretten zu erkennen. Im Gegensatz zu anderen Truppengattungen werden meist Fliegeroveralls statt Kampfanzüge getragen.